# The King 2 Hearts
The King 2 Hearts (더킹2Hearts) (tạm dịch là: Vị vua 2 trái tim) là một bộ phim truyền hình về hoàng tử Đại Hàn Dân quốc là Lee Jae Ha và người tình yêu dấu là nữ sĩ quan Cộng hòa Dân chủ Nhân dân Triều Tiên Kim Hang Ah. Hai vai diễn trên được Lee Seung Ki và Ha Ji Won đảm nhiệm. 

## Nội dung
Dưới bổi cảnh giả tưởng Hàn Quốc hiện đại được cai trị dưới chế độ quân chủ lập hiến, hoàng tử Lee Jae Ha có một cuộc hôn nhân chính trị với Kim Hang Ah - con cái của một gia đình thế lực của Triều Tiên, sau khi cả hai đang ở trong "tình thế đặc biệt". Rồi Lee Jae Ha bắt đầu trả thù cho anh trai mình - là Quốc vương đã chết trong một cuộc tấn công ném bom ngay tại thời điểm Jae Ha đính hôn. Sau những xung đột ban đầu, Jae Ha và Hang Ah đã bắt đầu có tình cảm với nhau, nhưng một lần nữa, những xung đột chính trị vốn đưa họ đến với nhau nhưng giờ lại buộc họ phải xa nhau.

## Diễn viên
- Lee Seung Gi trong vai Lee Jae Ha (Quốc vương Lee Jae Ha)
  - Kang Han Byul (강한별) trong vai Jae Ha lúc nhỏ

Anh có IQ là 187, luôn tự phụ rằng sẽ trở thành hoàng đế nên chỉ biết ăn chơi, nhưng hầu như không ai tin điều đó. Sau hoàn thành nghĩa vụ quân sự, Jae Ha bị anh trai là Quốc vương Jae Kang lừa và phải tham gia Đội sĩ quan thống nhất Nam Bắc được thành lập để tham gia vào WOC (World Officers Championship). Trong quá trình tập luyện, Jae Ha đã phải lòng cô sĩ quan Triều Tiên xinh đẹp- Kim Hang Ah. Để rồi cuộc hôn nhân Bắc-Nam được quyết định gây nhiều xáo trộn trong hoàng thất bởi dư luận Đại Hàn và những người muốn phá hoại.
- Ha Ji Won trong vai Kim Hang Ah (hoàng hậu Kim Hang Ah)

Nữ quân nhân xuất sắc nhất của Triều Tiên. Cô xuất thân là quân đặc chủng với chuyên môn huấn luyện ám sát. Thế nhưng Hang Ah cũng là một cô gái dễ thương, hay gặp rắc rối trong chuyện tình cảm. Cô đã rất nỗ lực khi tham gia Đại hội huấn luyện sĩ quan thế giới và gặp người đó. Từ lần đầu tiên hắn đã đánh nhau với cô, là tên làm tổn thương lòng tự trọng của cô, là tên là sĩ nhục nước cộng hòa vĩ đại của cô, là tên đã ngắm súng và bắn cô, và cũng là tên đã đi vào trái tim của cô. Nhưng hắn đã chơi đùa với tình cảm của Hang Ah một lần, hai lần rồi ba lần... Không thể chịu thêm được nữa, cô sẽ cho hắn biết tay, khiến hắn phải yêu cô trọn đời.
- Jo Jung Suk (조정석) trong vai Eun Shi Kyung[5]

Anh là con của thư ký trưởng Eun Kyu Tae, xuất thân từ trường sĩ quan, là người chỉ biết làm theo nguyên tắc. Thế nhưng sự xuất hiện của hoàng tự Jae Ha cùng công chúa Jae Shin đã làm thay đổi hoàn toàn cuộc đời của anh. Anh đã muốn sống như lời cha dạy:" Hãy trở thành người không phải hổ thẹn với điều gì". Thế nhưng Shi Kyeong dần dần thấy được con người khác của cha anh. Khi người cha thay đổi thì vũ trụ con cái cũng sụp đổ.
- Yoon Je Moon trong vai Kim Bong Goo (a.k.a. John Meyers)[6][7]

chủ tịch Club M - công ty quân sự đa quốc gia có tầm ảnh hưởng rất lớn trên thế giới nhớ nắm trong tay thế lực tài chính mạnh. Cha ông đã bỏ rơi mẹ con ông để sang Đức và trở thành tài phiệt. Sau khi cha mất, Bong Goo trở thành chủ tịch mới của Club M. Bữa tiệc thịnh soạn được bày ra chỉ cần thưởng thức một cách ngon lành là được. Nhưng món ăn ngon nhất là Hàn Quốc và Triều Tiên lại đang chung sống hòa bình? John sẽ bằng mọi thủ đoạn tàn ác nhất để có được món ăn này, sẽ cho Lee Jae Ha thấy được ai là ông hoàng duy nhất trên thế giới này!
- Lee Yoon Ji trong vai Lee Jae Shin(Công chúa Jae-Shin)[8]

Là công chúa út của hoàng thất, là người dễ thương, xinh đẹp, có phẩm cách nhưng cũng hết sức tự do. Cô học chuyên ngành âm nhạc ứng dụng tại Anh và khi trở về tham gia lễ đính hôn của anh, cô đã bị kéo vào một chuyện ngoài dự tính. Cô dần dần yêu Eun Shi Kyeong - một típ người hoàn toàn khác với cô. Thỉnh thoảng những nỗi sợ hãi tìm đến với cô, những mảnh ký ức mờ ảo làm cô khổ sở, đây là chìa khóa quyết định vận mệnh của đất nước...
- Lee Sung Min as Lee Jae Kang (King Jae-Kang)
  - Park Gun Tae as young Jae Kang
- Lee Yeon Kyung as Park Hyun-Joo (Queen Hyun-Joo)
- Lee Soon Jae as Eun Kyu Tae
- Jung Man Shik (정만식) as Rhee Kang Seok
- Kwon Hyun Sang (권현상) as Yeom Dong Ha
- Choi Kwon as Sargent Kwon Yong Bae
- Lee Do Kyung as Kim Nam Il
- Jun Gook Hwan as Hyun Myung Ho
- Samantha Daniel as Bon Bon
- Yeom Dong Hyun (염동현) as Park Ho Chul